# Lawrence Brooks
Lawrence Brooks (Norwood, Luisiana, 12 de septiembre de 1909-Nueva Orleans, Luisiana, 5 de enero de 2022) fue un veterano estadounidense del ejército de los Estados Unidos y, en su momento, el veterano más viejo de la Segunda Guerra Mundial y el supercentenario más longevo de su nación.

## Primeros años
Nació el 12 de septiembre de 1909. Creció en Norwood, Luisiana y tuvo 14 hermanos. Cuando era un bebé, la familia se mudó a varias ciudades más cercanas al delta del Misisipi, pero se crio principalmente en la pequeña ciudad de Stephenson, Misisipi. No fue a la escuela porque estaba demasiado lejos de la más cercana para asistir, por lo que fue educado en casa.

## Servicio militar
Fue reclutado por el ejército en 1940, cuando tenía 31 años. En ese momento, estaba empleado en un aserradero. Fue dado de baja en 1941, después de un año de servicio obligatorio, pero se reincorporó al ejército después del ataque a Pearl Harbor. Sirvió en el 91.º Batallón de Ingenieros del Ejército de los Estados Unidos en Nueva Guinea y Filipinas durante la Segunda Guerra Mundial. Fue soldado en la Guerra del Pacífico de 1941 a 1945. Alcanzó el rango de Soldado de Primera Clase.
Su unidad, un cuerpo de ingenieros, se encargó principalmente de construir infraestructura. Sin embargo, durante la era de Jim Crow, el ejército estuvo segregado durante su servicio, y él era responsable de ayudar a los oficiales blancos con las tareas diarias.
Durante su estancia en Australia, señaló que la gente blanca de allí lo trataba mejor que en los Estados Unidos en las décadas anteriores al movimiento por los derechos civiles.

## Vida posterior
Después de su servicio militar, trabajó como operador de montacargas en Nueva Orleans hasta su jubilación y tuvo cinco hijos. Su esposa, Leona, falleció poco después del huracán Katrina. A mediados de la década de 2010, el Museo Nacional de la Segunda Guerra Mundial comenzó a organizar una fiesta de cumpleaños anual para Brooks. En 2020, esta celebración incluyó un sobrevuelo de aviones de la Segunda Guerra Mundial sobre la casa de Brooks, con las "Victory Belles" del museo, un trío de cantantes interpretando canciones predominantemente de la era de 1940. La ciudad de Nueva Orleans también reconoció su cumpleaños con una proclamación oficial.

### Fallecimiento
Falleció el 5 de enero de 2022, en su casa de Nueva Orleans, a la edad de 112 años. Su hija, Vanessa Brooks, confirmó su muerte al Military Times, horas después. Ella dijo que había estado yendo y viniendo del Hospital de Veteranos de Nueva Orleans en los últimos meses. Después de su muerte, el actor Gary Sinise publicó un homenaje en Twitter. El gobernador de Luisiana, John B. Edwards, también publicó, diciendo: "Lamento escuchar el fallecimiento del Sr. Lawrence Brooks, el veterano de la Segunda Guerra Mundial más antiguo de Estados Unidos y un orgulloso luisiano". El presidente Joe Biden se refirió a Brooks como "verdaderamente el mejor de Estados Unidos".